# Jonathan Eibeschütz
Jonathan Eibeschütz (héberül: יהונתן אייבשיץ), (Krakkó, 1694 – Altona, 1764. szeptember 18.) lengyelországi zsidó hittudós, teológiai író.

## Élete és művei
Krakkóban született, és ritka okossága kitűnő memóriájával kiemelkedő helyet biztosított neki a korabeli talmudtudósok között. Eibeschütz többre becsülte a Talmud elméleti részét a gyakorlati tanításainál. Átok alá helyezte a sabbatiánus mozgalmat, holott titokban maga is egyetértett Sabbatáj Cévi egyes gondolataival.
Prágai rabbisága alatt, 1728 és 1739 között kiadta a Talmudot. Később Metzbe került, majd 1750-ben Hamburg–Altona–Wandsbeck rabbijává választották meg. Emellett vitát folytatott Jacob Emdennel éppen a sabbatianizmus vádja miatt. Eibeschütz saját védelmére iratainak gyűjteményét Luchót ha-édút ('A bizonyság táblái') címmel hagyta hátra. Más művei is fennmaradtak, így az Urim vetummima, és a Keréthi u-Peléti, amelyek a rituális kódexek kommentárjai; illetve a Jáárot-debása ('Mézsejtek') című – élces, ötletes, vers- és aggada-magyarázatokkal teljes – homiliagyűjtemény.